# Kao (ostrov)
Kao je malý ostrov v království Tonga, tvořený stejnojmennou horou, která je s výškou 1030 m n. m. nejvyšší horou celého království. Nacházejí se jen 6 km severně od ostrova Tofua. Ostrov není trvale obydlen.
Ostrov má rozlohu 11,6 km² a prakticky celý je sopečného původu – představuje vrchol v současnosti neaktivního stratovulkánu. Jeho stavba je tvořena převážně bazalty a andezity a jeho svahy jsou až na úpatí pokryté hustou tropickou vegetací. Doba poslední erupce sopky není známa.